# 林門利門入
（1707年—1746年），日本圍棋棋手，本名岡田門利。
1736年被第五世林門入立為跡目，同年開始出賽御城碁。1743年五世門入宣布退休，繼任為第六世林門入，後世為區分多稱林門利門入，繼任後升上上手。1746年在五世門入去世的隔年跟著去世。在沒有指定繼承人下，由春碩因碩的徒弟轉入繼任，但也有人認為轉入是六世門入的姪子。

## 外部連結
日本圍棋故事